# Bernard Coussée
 (janvier 2024).
Si vous disposez d'ouvrages ou d'articles de référence ou si vous connaissez des sites web de qualité traitant du thème abordé ici, merci de compléter l'article en donnant les références utiles à sa vérifiabilité et en les liant à la section « Notes et références ».
Bernard Coussée est un écrivain français. Il est essentiellement connu pour ses ouvrages sur les légendes du Nord-Pas-de-Calais.

## Biographie
Bernard Coussée est auteur, éditeur, membre de la Commission historique du Nord et président du Cercle d'études mythologiques.
Il est l'auteur d'une trentaine d’ouvrages, et de plus de 600 articles dans des revues régionales. Pendant dix années il a animé des chroniques d’abord hebdomadaires puis quotidiennes sur France Bleu Nord. Ses recherches portent surtout sur les légendes et les croyances.
Il a publié sur ce sujet 5 gros volumes consacrés successivement au Douaisis, à l’Avesnois, au pays de Béthune, au Boulonnais et à la Flandre.